# Kongemosei kultúra
A kongemosei kultúra (i. e. 6000 – i. e. 5200) Skandináviában elterjedt egykori középső kőkorszaki vadászó-gyűjtögető régészeti kultúra, amiből egyben az Ertebølle kultúra is gyökerezik. A maglemosei kultúra előzte meg. Észak felől a nøstvet és lihult kultúra övezte.
A kongemosei kultúra a Dániában található Sjælland szigetén fekvő lelőhely után kapta nevét. E korszakban a kongemosei kultúra uralta a Svédországban található Skåne tartomány területét, valamint a mai Dánia területét. A területen előkerült leletek jellegzetessége a hosszúkás kovakőből készült lándzsahegyeken, nyílvesszőkön, kaparókon, fúrókon, árakon és fogazott pengéken is megjelenik. A csontból készült tőrök mikropengéit gyakran díszítették geometrikus formákkal. A korszakban készített kőbalták változatos anyagú kőzetekből készültek, míg más tárgyakat csontokból és szarvakból készítettek el. A gazdaság fő ágát a gímszarvasok, európai őzek, vaddisznók elejtése és feldolgozása jelentette, amely a tengerparti területeken elhelyezkedő településeken kiegészült a halászatból származó zsákmánnyal.

## Fordítás
Ez a szócikk részben vagy egészben  a   Kongemose culture című angol Wikipédia-szócikk ezen változatának fordításán alapul.  Az eredeti cikk szerkesztőit annak laptörténete sorolja fel. Ez a jelzés csupán a megfogalmazás eredetét és a szerzői jogokat jelzi, nem szolgál a cikkben szereplő információk forrásmegjelöléseként.